# Білий список медіа ІМІ
Список прозорих та відповідальних онлайн-медіа, також відомий як Білий список медіа, раз на пів року публікує громадська організація «Інститут масової інформації» за результатами двоетапного глибинного моніторингу, оцінюючи 50 найпопулярніших українських онлайн-медіа на дотримання професійних стандартів. Проєкт стартував 2019 року.
У список входять загальноукраїнські онлайн-медіа, які набрали найбільше балів за результатами оцінки дотримання професійних журналістських стандартів — достовірності, прозорості, балансу думок та точок зору, відокремлення фактів від коментарів, точності, повноти, оперативності — та мали найнижчі показники маніпуляцій, джинси, фейків, сексизму, мови ворожнечі. Рівень дотримання професійних стандартів на ресурсах, які увійшли до «Білого списку», в середньому становить близько 96 %.
Також перша леді України Олена Зеленська рекомендувала українцям використовувати перевірені джерела інформації, зокрема білий список інформаційних ресурсів, восени 2023 року в межах порад щодо здорового медіаспоживання.

## Методологія
На першому етапі дослідження 50 популярних українських онлайн-медіа, відібраних на основі даних попередніх моніторингів ІМІ, а також SimilarWeb та Gemius, оцінюють на предмет наявності маніпуляцій, фейків, чорного піару.
На другому етапі дослідження медіа, які пройшли перший етап, аналізуються за такими критеріями: стандарти балансу, достовірності та відокремлення фактів від коментарів, наявність на ресурсах джинси, сексизму та мови ворожнечі, шкідливого контенту, а також на предмет прозорості — наявності на сайті контактів, редакційних політик, прозорості медіавласності.
За результатами аналізу, рівень дотримання професійних стандартів на ресурсах, які входять до «Білого списку», в середньому становить близько 96 %. У центральній стрічці новин на цих сайтах відсутня джинса (хоча можуть траплятися матеріали з неналежним маркуванням), мова ворожнечі, сексизм та фейки.

### Критерії виключення з Білого списку ІМІ
Якщо на сайті виявлено шкідливий контент, видання не проходить до Білого списку ІМІ. Для визначення шкідливого контенту дослідники ІМІ спираються на критерії GARM та на положення Кодексу етики українських журналістів. До шкідливого контенту не входить інформація, необхідна для якісного висвітлення російської війни в Україні.
Типи шкідливого контенту:
- виправдання і підтримка російської агресії;
- незаконний продаж, розповсюдження та споживання дитячої порнографії;
- відверте чи необґрунтоване зображення статевих актів і/або демонстрація геніталій, реальних чи анімованих;
- просування та пропаганда незаконного продажу зброї;
- надмірне використання ненормативної лексики чи жестів та інших відразливих дій, які шокують чи ображають певні групи населення чи окремих громадян;
- реклама або продаж незаконних товарів, зокрема наркотиків, а також просування зловживання ліками, що відпускаються за рецептом;
- просування гемблінгу та реклама, що може формувати ігрову залежність;
- просування та пропаганда вживання тютюну та електронних сигарет (вейпів) і алкоголю серед неповнолітніх;
- пропаганда тероризму.

## Хронологія списків

### 2024 рік, II півріччя

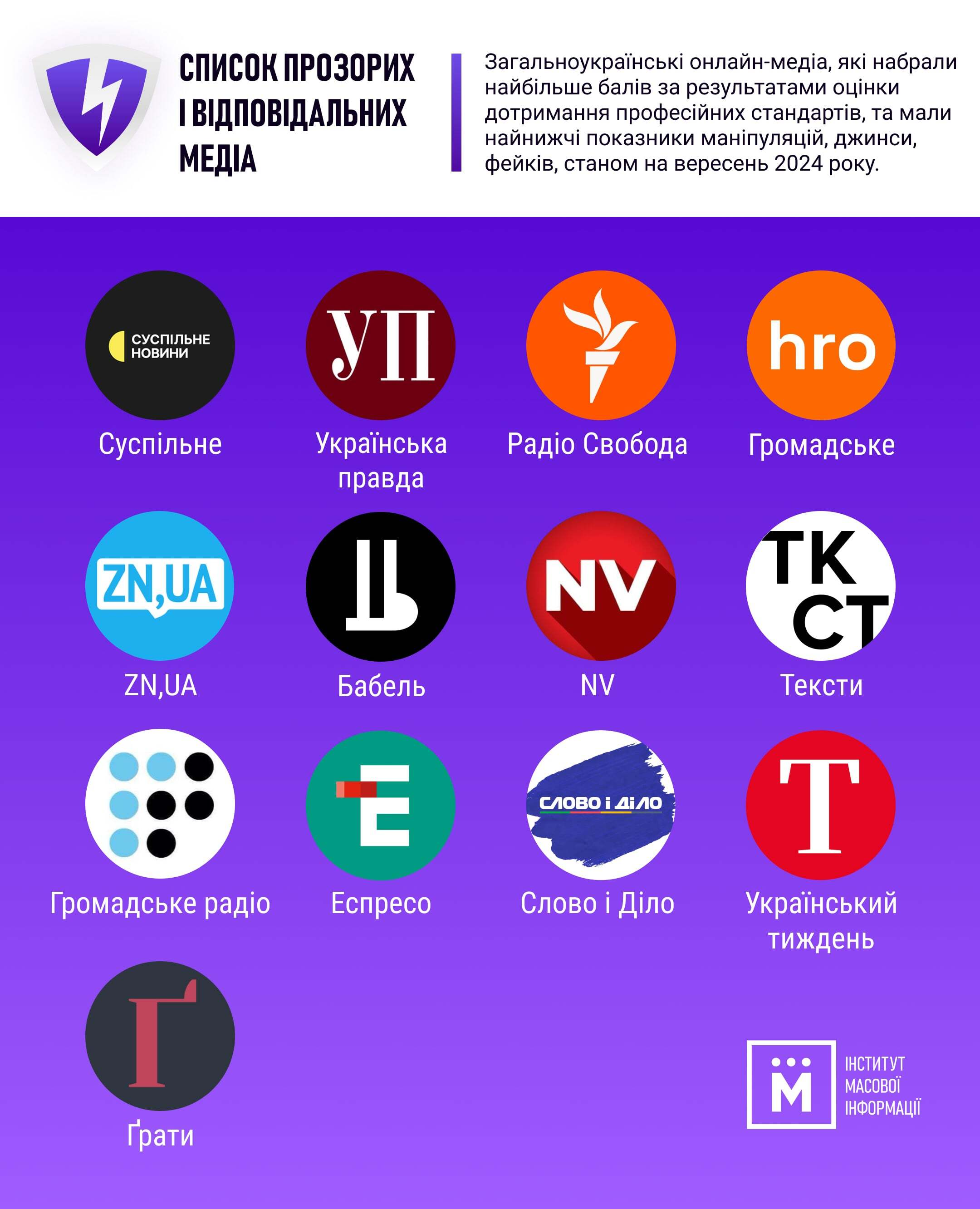
Білий список, до якого ввійшли 13 медіа в другому півріччі 2024 року

До Списку прозорих та відповідальних медіа, відомого як Білий список, у другому півріччі 2024 року ввійшли такі медіа: «Суспільне», «Радіо Свобода», «Українська правда», «Бабель», «Громадське», «Тексти», «ZN,ua», «Еспресо», «Слово і Діло», «Український тиждень», «Громадське радіо», «NV» та «Ґрати».
До списку приєдналося нове видання — «Ґрати» — яке спеціалізується на висвітленні суспільно-політичних подій через призму судових процесів і правових питань. Повернувся до Білого списку сайт NV, який удосконалив маркування рекламного контенту і видалив із сайту розділи, пов'язані з гральним бізнесом, демонструючи відповідальне ставлення до аудиторії.

### 2024 рік, I півріччя
У першому півріччі 2024 року до Білого списку ІМІ ввійшли такі редакції: «Суспільне», «Радіо Свобода», «Українська правда», «Бабель», «Громадське», «Тексти», «ZN.ua», «Еспресо», «Слово і діло», «Український тиждень», «Громадське радіо».
До переліку доєдналися п'ять нових медіа: «Радіо Свобода», «Тексти», «Громадське радіо», «Український тиждень» та «Слово і діло».
Водночас з переліку в першому півріччі 2024 року випали видання «Укрінформ», «NV» та «Ліга». «Укрінформ» через недотримання стандарту балансу та «паркетні» новини в стрічці, «NV» та «Ліга» — через рекламу гемблінгу.

### 2023 рік, II півріччя
До Білого списку ІМІ у другому півріччі 2023 року увійшли такі медіа: «Суспільне», «Громадське», «Ліга», «Українська правда», «Укрінформ», «ZN.ua», «Бабель», «НВ» та «Еспресо».

### 2023 рік, I півріччя
Експерти ІМІ на основі моніторингових досліджень підготували Білий список медіа у першому півріччі 2023 року, до якого увійшли такі медіа: «Суспільне», «Громадське», «Ліга», «Українська правда», «Укрінформ», «Дзеркало тижня», «Бабель», «НВ» та «Еспресо».

### 2022 рік, II півріччя
У другому півріччі 2022 року до Списку прозорих та відповідальних медіа увійшли дев'ять медіа: «Суспільне», «Громадське», «Ліга», «Українська правда», «Укрінформ», «Радіо Свобода», «Дзеркало тижня», «НВ» та «Бабель».

### 2021 рік, II півріччя
До Білого списку ІМІ у другому півріччі 2019 року ввійшли 10 медіа: «Суспільне», «Громадське», «Ліга», «Українська правда», «Укрінформ», «Радіо Свобода», «Дзеркало тижня», «НВ», «Еспресо» та «Бабель».
До переліку доєдналося відразу три нових медіа: «НВ», «Еспресо» та «Бабель».

### 2021 рік, I півріччя
До переліку найякісніших українських онлайн-медіа, який складає ІМІ, у першому півріччі 2021 року ввійшли вісім медіа: «Громадське», «Ліга», «Українська правда», «Укрінформ», «Радіо Свобода», «Дзеркало тижня», «Букви» та «Суспільне».

### 2019 рік
До першого Білого списку ІМІ у 2019 році увійшли 10 медіа: «Ліга», «Українська правда», «Укрінформ», «Радіо Свобода», «NV», «Дзеркало тижня», «Український тиждень», «Слово і діло», «Українські національні новини» та «Громадське».